# Hansa Shipping
Hansa Shipping ist eine Hamburger Reederei.

## Geschichte

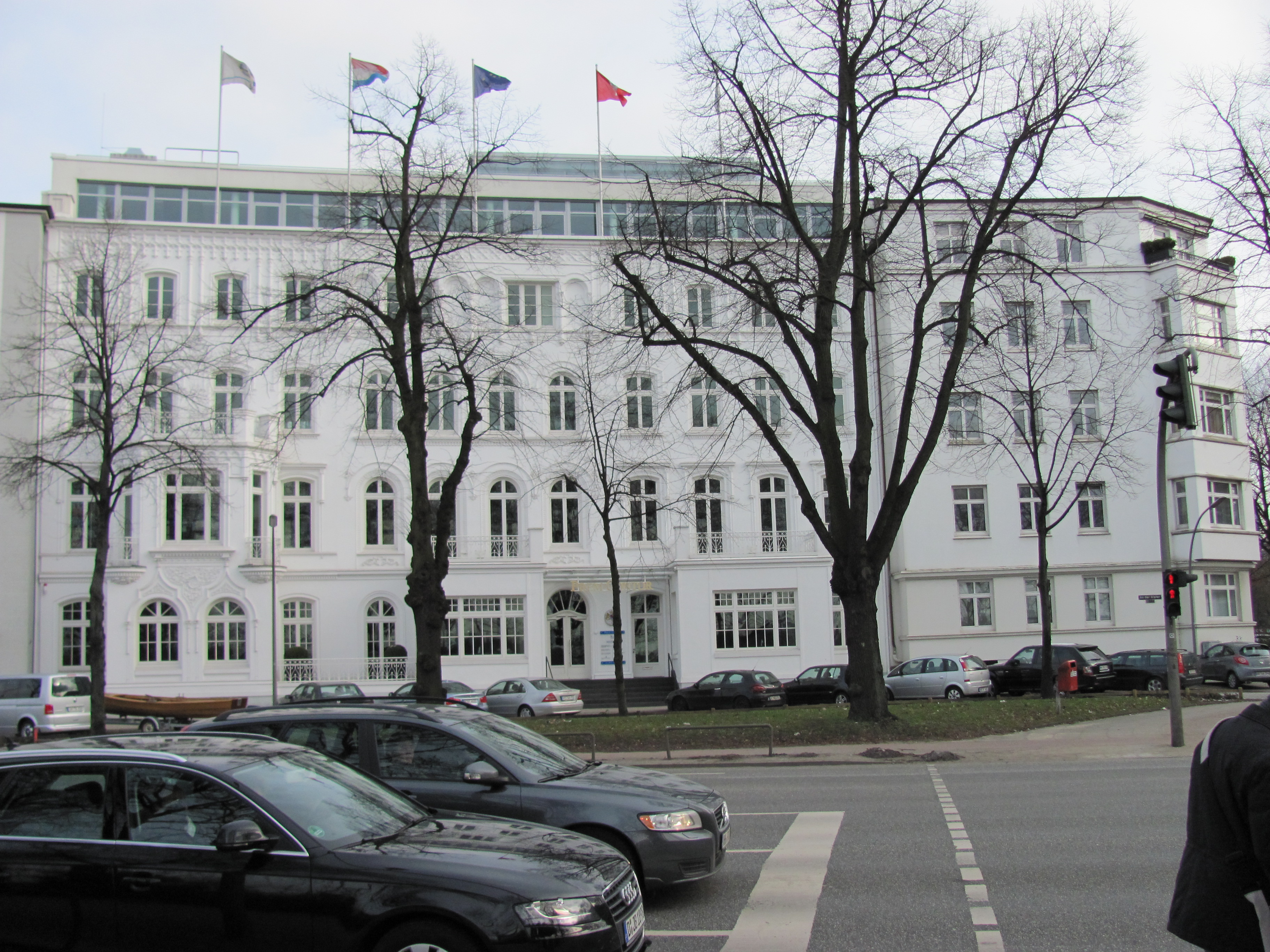
Unternehmenssitz an der Alster im ehemaligen Hotel Prem in Hamburg

Hansa Shipping wurde im Jahr 1997 gegründet und arbeitete im Bereich Schiffsmanagement innerhalb der Unternehmensgruppe Hansa Treuhand, einem Initiator geschlossener Schiffsfonds.
Angefangen mit den letzten beiden Containerschiffs-Neubauten Hansa Century und Hansa Constitution vom Typ BV 2700 der Werft Bremer Vulkan, startete Hermann Ebel gemeinsam mit seinem Partner, dem Kapitän Bodo Franz, die Bereederung. Die Unternehmenszentrale war lange im Gebäude des ehemaligen Hotel Prem an der Alster.
Zuletzt betreute das Unternehmen bis 2016 circa 35 Containerschiffe mit Ladekapazitäten zwischen je 1.350 TEU und 6.500 TEU im Vollmanagement. Zudem wurden vier Tanker der Afra- bzw. Suezmax-Klasse bereedert und die beiden Kreuzfahrt-Segelyachten des Unternehmens Sea Cloud Cruises, das seit 1994 zur Unternehmensgruppe gehörte. Die Geschäftsführung des Unternehmens bestand aus Hermann Ebel sowie Jan Bartels, Klaus Gerken und Peter Mackeprang,
Im Herbst 2016 geriet die Reederei wegen mehrerer insolventer Schifffahrtsgesellschaften in eine finanzielle Schieflage. Die Anzahl der Schiffe wurde durch Verkäufe und Verschrottung älterer Tonnage zügig verringert. 2017 meldete Hermann Ebel Privatinsolvenz an. Die Reederei wurde heruntergefahren und im Januar 2020 liquidiert.
Nicht davon betroffen war und ist das Unternehmen Sea Cloud Cruises.

## Leistungen
Hansa Shipping bot neben der Bereederung und Befrachtung ein weites Spektrum an Dienstleistungen im maritimen Sektor und operierte schwerpunktmäßig in den folgenden Geschäftsfeldern:
- Operation und kaufmännische Betreuung
- Vercharterung, durchgeführt vom Schwesterunternehmen Hansa Chartering
- An- und Verkauf
- Neubaukonzeption und Bauaufsicht
- nautische und technische Inspektion
- Finanzierung und Versicherung
- Qualitäts- und Sicherheitsmanagement gemäß nationaler und internationaler Bestimmungen
- Havarie- und Schadensmanagement
- Bemannung, durchgeführt vom Tochterunternehmen Unicrewing

## Flotte
Hansa Shipping betreute bis Oktober 2016 insgesamt 37 Schiffe, davon 28 Containerschiffe mit einer Gesamtkapazität von 138.976 TEU, vier Tanker und zwei Kreuzfahrtschiffe.

### Kreuzfahrtschiffe

#### Segelschiffe

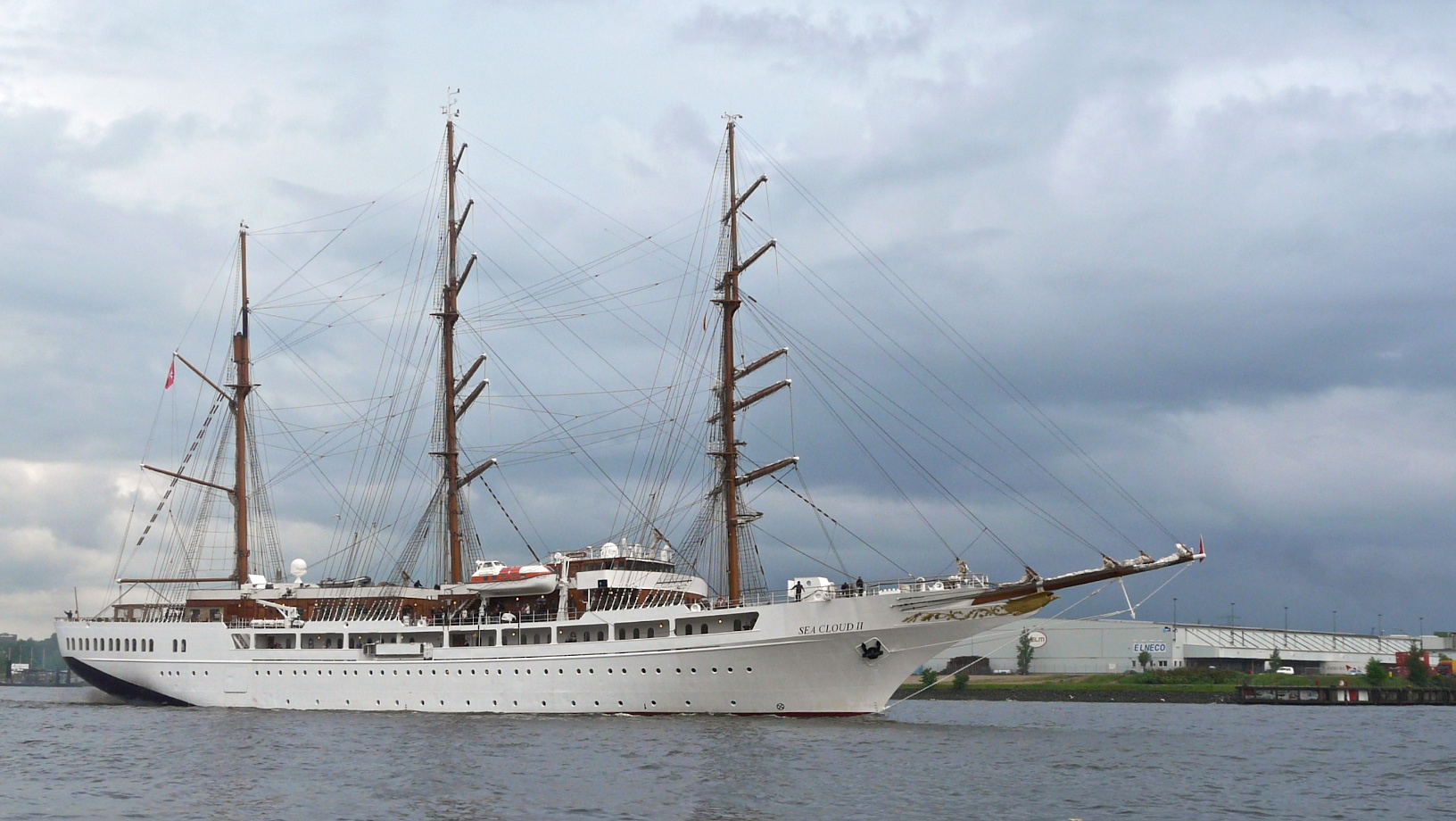
Kreuzfahrtschiff Sea Cloud II auf der Elbe in Hamburg

- Sea Cloud (1931)
- Sea Cloud II (2001)
- Sea Cloud Spirit (2021)

#### Veräußerte Flusskreuzfahrtschiffe

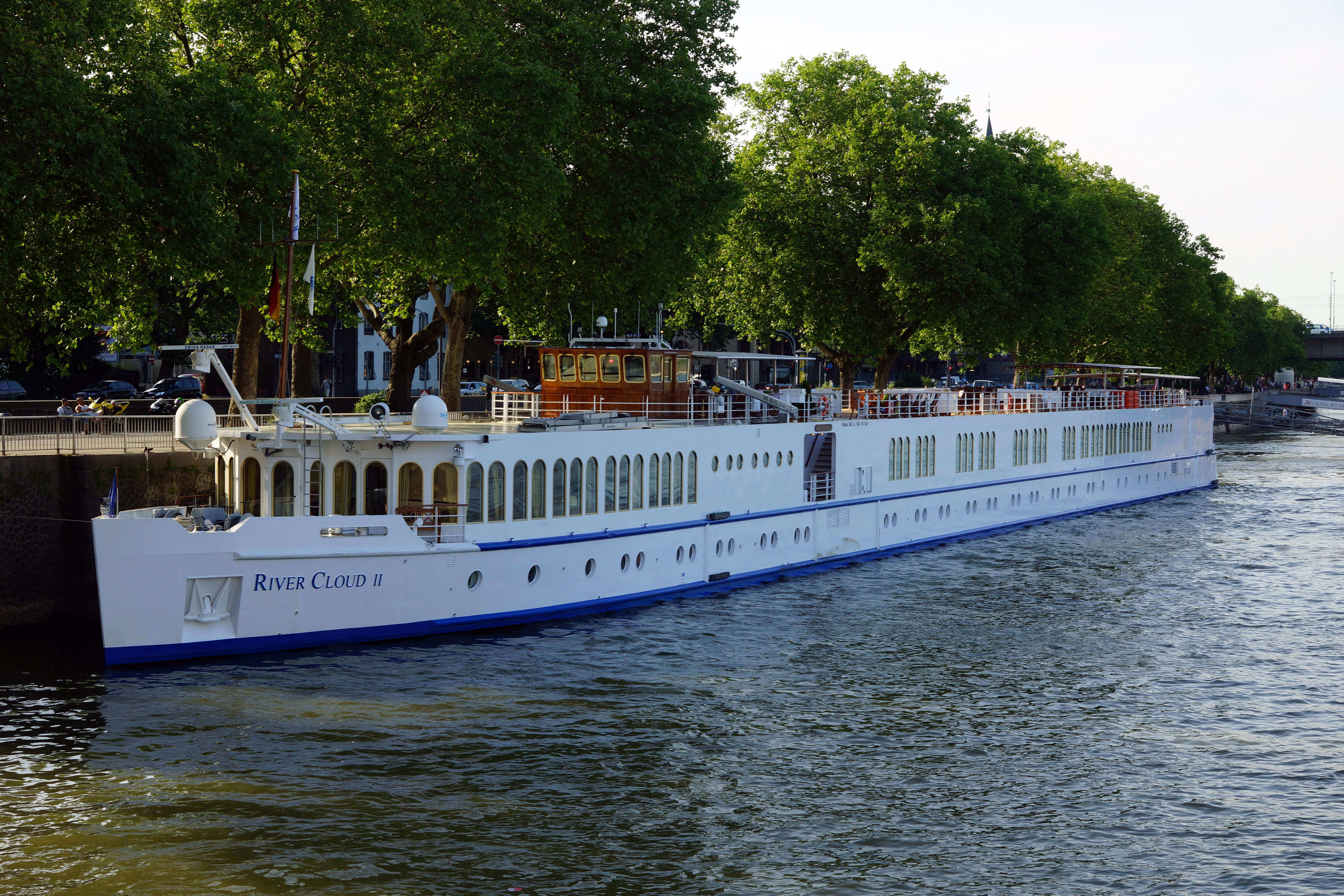
Flusskreuzfahrtschiff River Cloud II auf dem Rhein in Köln

- River Cloud
- River Cloud II (2001)

### Tanker
| Bauname    | IMO-Nummer | Baujahr | Umbenennungen und Verbleib |
| ---------- | ---------- | ------- | --- |
| HS Carmen  | 9242120    | 2003    | 2003 Avor, 2006 HS Carmen |
| HS Medea   | 9242118    | 2003    | 2003 Sinova, 2006 HS Medea |
| HS Tosca   | 9288851    | 2004    | |
| HS Alcina  | 9221970    | 2001    | 2001 Somjin, 2006 HS Alcina |
| Provence I | 9051856    | 1994    | 1994 Provence, 2006 verkauft, Crystal Ace, 2010 SRI Qadriah, 2012 Riah, am 20. Mai 2012 bei Chittagong zum Abbruch auf den Strand gesetzt |

### Containerschiffe

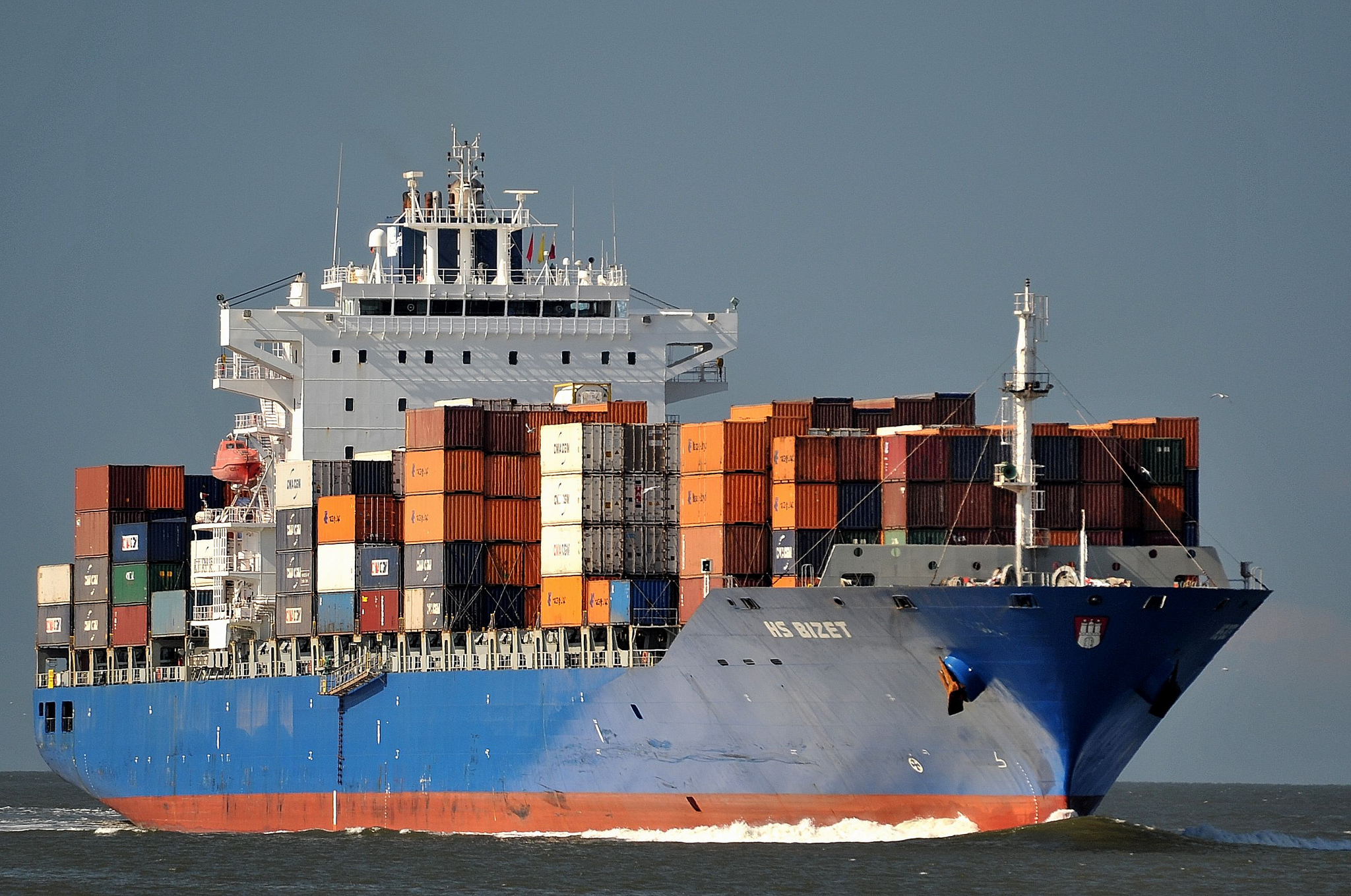
Containerschiff HS Bizet auf der Elbe vor Cuxhaven

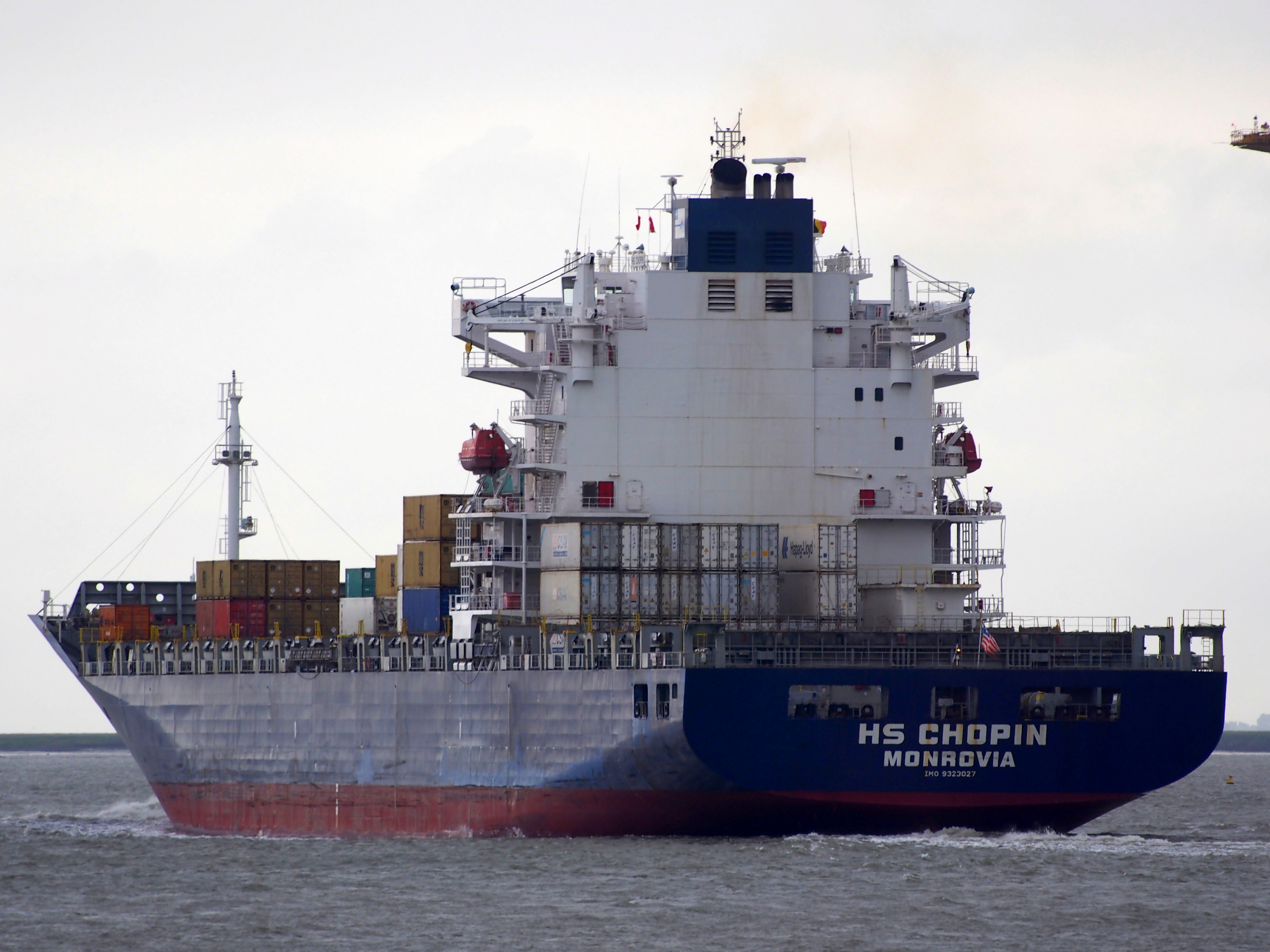
Containerschiff HS Chopin auslaufend Antwerpen

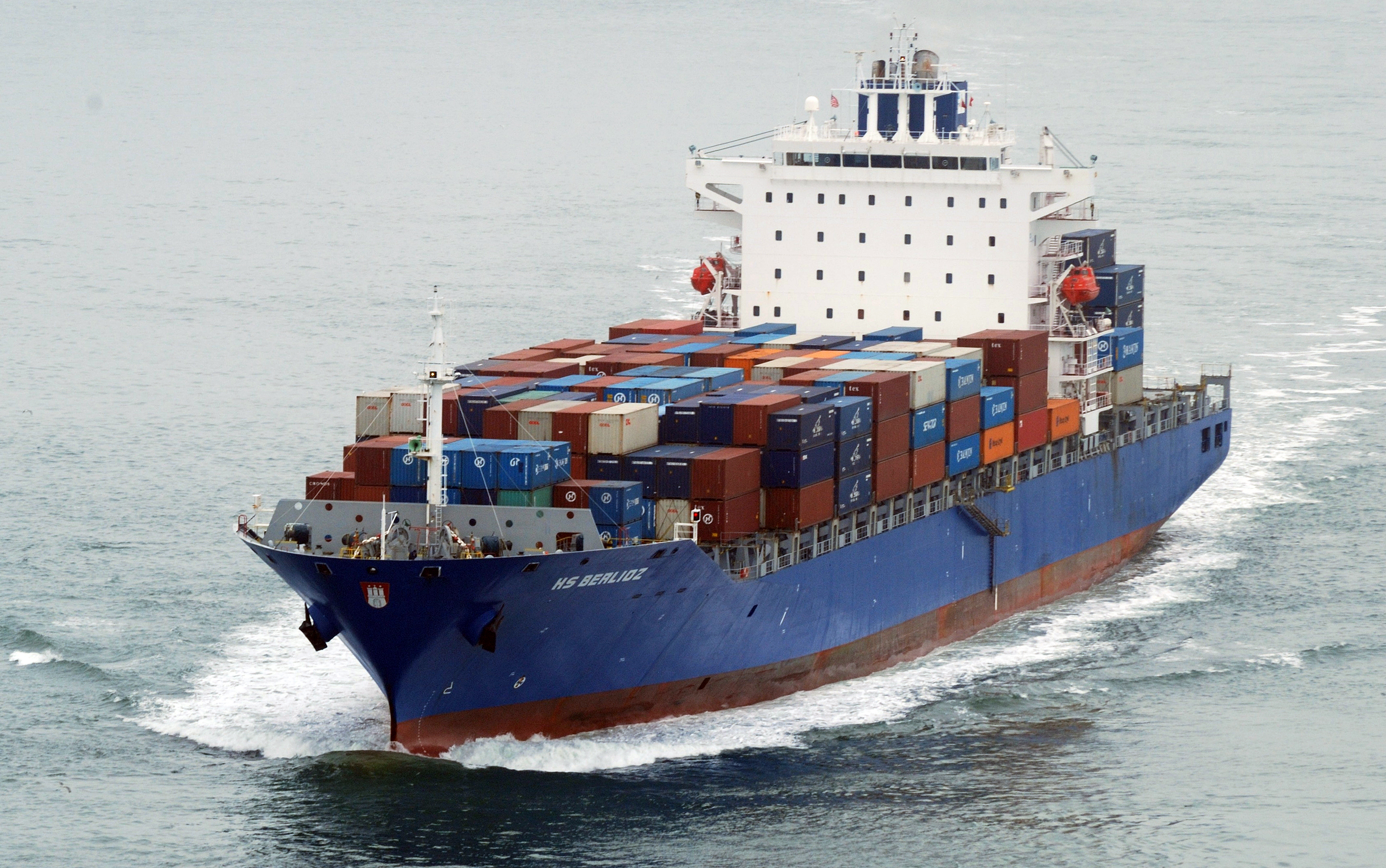
Containerschiff HS Berlioz vor San Francisco

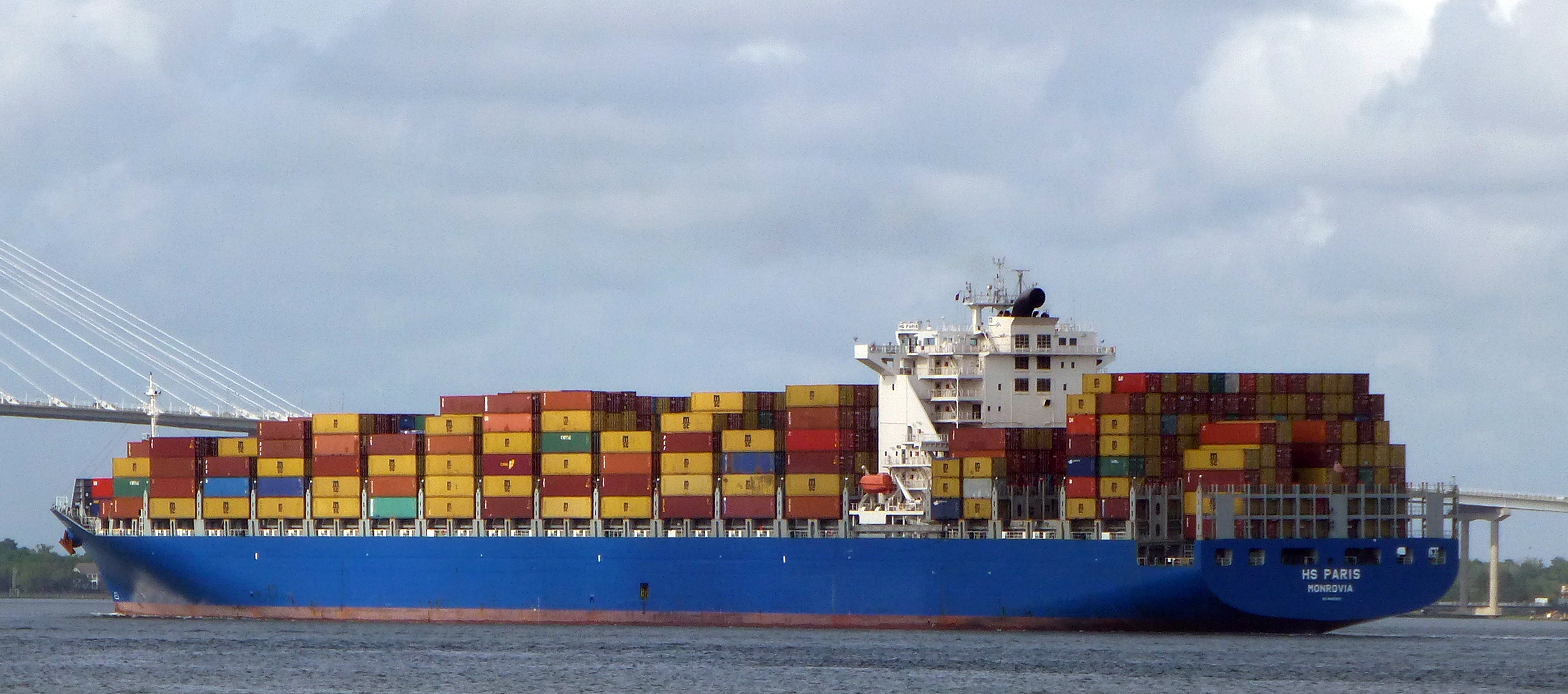
HS Paris auslaufend Charleston

| Bauname                                 | TEU   | IMO-Nummer | Baujahr | Umbenennungen und Verbleib |
| --------------------------------------- | ----- | ---------- | ------- | --- |
| Glory                                   | 2.080 | 9124378    | 1996    | Pacifico, Crowley Americas, Cap Vincent, Clan Amazonas, 2009 Glory, 2016 Glory 1, am 9. August 2016 zum Abbruch bei SL Steel Ship Breakers in Chittagong eingetroffen                                                                              |
| Champion                                | 2.080 | 9134610    | 1997    | CSAV Rimac, Lykes Falcon, CMA CGM Acaju, Mediterraneo, 2013 Champion, 2016 Champ, am 20. Juni 2016 zum Abbruch bei Premium Trade Corporation in Chittagong eingetroffen                                                                            |
| HS Master                               | 2.080 | 9134608    | 1997    | Maersk Miami, MOL Europe, Lykes Kestrel, CMA CGM Paris, Master I, P&O Nedlloyd Brunel, Master I, Maruba Imperator, Master, Maersk Miami, 2013 HS Master, 2016 Mast, am 28. Juni 2016 zum Abbruch bei A Fahim Enterprise in Chittagong eingetroffen |
| Primus                                  | 2.080 | 9124380    | 1997    | Sea Parana, CSAV Guayas, Safmarine Letaba, MCV Genoa Senator, Genoa Senator, MCV Hanjin Salerno, Hanjin Salerno, 2013 Primus, 2016 Primus 1, am 2. August 2016 zum Abbruch in Alang auf den Starnad gesetzt                                        |
| Hansa Century                           | 2.810 | 9124512    | 1997    | Ibn Duraid, 2006 ZIM Pusan I, Kota Perdana, 2015 verkauft an MSC als MSC Carla 3 |
| Hansa Constitution                      | 2.810 | 9124524    | 1997    | Ibn Al Akfani, MSC Florida, Norasia Alps, 2010 Hansa Constitution, 2016 Hansa Constitution 1, am 3. August 2016 zum Abbruch in Chittagong gestrandet                                                                                               |
| Hansa Liberty                           | 2.478 | 9217034    | 2000    | CSCL Yantian, 2007 Hansa Liberty, 2017 SSL Delhi |
| Hansa Victory                           | 2.478 | 9217022    | 2000    | CSCL Xiamen, Cala Palos, Alianca Gavea, 2009 Hansa Victory, 2016 verkauft, als Devon Trader in Fahrt |
| Bella                                   | 2.674 | 9228526    | 2001    | CSCL Jakarta, 2009 Bella, 2016 verkauft, 2017 Abbruch in Alang |
| Bonny                                   | 2.674 | 9228514    | 2001    | CSCL Barcelona, 2009 Bonny, 2016 Bonny 1, 2016 zum Abbruch in Chittagong eingetroffen |
| Bravo                                   | 2.674 | 9222091    | 2001    | CSCL Genoa, 2009 Bravo, 2017 Abbruch in Chittagong |
| Chief                                   | 2.674 | 9228538    | 2001    | CSCL Kelang, 2008 Chief |
| Hansa Columbia                          | 5.551 | 9225079    | 2001    | CSCL Seattle, MSC Seattle, MSC Brindisi, 2012 HS Columbia, 2017 Abbruch in Chittagong. |
| Bosun                                   | 2.674 | 9228540    | 2002    | CSCL Fos, 2009 Bosun, 2017 Sun, 2017 Abbruch in Chittagong |
| HS Voyager                              | 4.389 | 9252266    | 2002    | MSC Arizona, APL Italy, 2009 HS Beethoven, 2016 zum Abbruch in Chittagong eingetroffen. |
| HS Caribe                               | 4.389 | 9248095    | 2002    | CMA CGM Mercure, Maersk Drammen, 2013 HS Caribe, 2016 in Alang verschrottet. |
| HS Colon                                | 4.389 | 9248083    | 2002    | CMA CGM Neptune, Maersk Dampier, 2013 HS Colon, 2016 als Colo in Alang zum Abbruch eingetroffen. |
| HS Explorer                             | 4.389 | 9252254    | 2002    | MSC Lausanne, APL Australia, 2012 HS Mozart, 2016 verschrottet. |
| HS Challenger                           | 2.755 | 9243605    | 2004    | 2017 Zhonh Hang Sheng |
| HS Discoverer                           | 2.755 | 9243590    | 2004    | Zim Charleston, 2006 HS Discoverer |
| Hermes                                  | 2.510 | 9350317    | 2006    | so in Fahrt |
| Ulysses                                 | 2.510 | 9364203    | 2006    | Maruba Pampero, 2010 Ulytsses, 2013 Ulysses, 2017 Sitc Makassar |
| HS Cook                                 | 2.867 | 9300984    | 2006    | Ital Oceano, 2013 HS Oceano |
| HS Amundsen                             | 2.867 | 9300972    | 2006    | Ital Onore, 2013 HS Onore |
| HS Smetana                              | 1.740 | 9312652    | 2006    | Viking Merlin, 2015 HS Smetana, 2017 Anassa |
| HS Liszt                                | 1.338 | 9368742    | 2007    | 2015 Alianca Santa Fe, 2017 HS Liszt |
| HS Bach                                 | 3.768 | 9323015    | 2007    | 2017 verkauft, 2017 Heng Hui 5 |
| HS Berlioz                              | 3.768 | 9315343    | 2007    | 2017 verkauft, 2017 Dong Cheng Bi Hai, 2021 Celsius Brickell |
| HS Bizet                                | 3.768 | 9315355    | 2007    | 2013 ANL Bindaree, 2017 verkauft, 2017 Dong Cheng Hao Hai, 2021 Celsius Boston |
| HS Chopin                               | 3.768 | 9323027    | 2007    | 2017 verkauft, 2017 Majd |
| HS Puccini                              | 1.338 | 9368730    | 2008    | Mell Stamford, 2013 Tiger Goman |
| Penelope                                | 2.714 | 9415296    | 2008    | CSAV Totoral, 2012 Penelope |
| HS Wagner                               | 3.354 | 9436472    | 2008    | Maruba America, 2009 HS Wagner, 2017 GH Zonda |
| HS Bruckner                             | 3.354 | 9392559    | 2009    | 2017 Spil Cirta |
| HS Debussy                              | 3.354 | 9436484    | 2009    | SCI New Delhi, 2012 HS Debussy, 2017 GH Scirocco |
| HS Haydn                                | 3.354 | 9392561    | 2010    | |
| HS Paris                                | 6.552 | 9526502    | 2012    | |
| HS Rossini                              | 3.421 | 9565338    | 2012    | Niledutch Leopard, 2013 HS Rossini |
| HS Baffin                               | 5.000 | 9477804    | 2013    | |
| HS Everest                              | 5.000 | 9618587    | 2014    | Leonido |
| HS Marco Polo                           | 5.000 | 9618599    | 2014    | Kyparissia |
| HS Shackleton                           | 5.000 | 9477799    | 2013    | |
| HS Rome                                 | 6.552 | 9538658    | 2014    | |
| Daten: Equasis, grosstonnage ABS Record |       |            |         | |